# Аблаев, Кирилл Маратович
Кирилл Маратович Аблаев (род. 1 марта 1996, пос. Протва, Калужская область) — российский хоккеист, защитник.

## Биография
Начал заниматься хоккеем в шесть лет в Жукове Калужской области с двоюродным братом. Через 2-3 с братом перешёл в подольский «Витязь». В 12 лет попал в «Олимпиец» (Балашиха), через два года оказался в московском «Спартаке». С сезона 2013/14 — игрок команды МХЛ МХК «Спартак». В августе — октябре 2015 года провёл 17 матчей в КХЛ за «Спартак». Играл в ВХЛ за «Химик» Воскресенск (2015/16 — 2017/18), Горняк «Учалы» (2018/19). В первой половине сезона 2019/20 провёл по три матча за команды «Нефтяник» Альметьевск, «Хумо» Ташкент, «Южный Урал» Орск.